# غوردياس

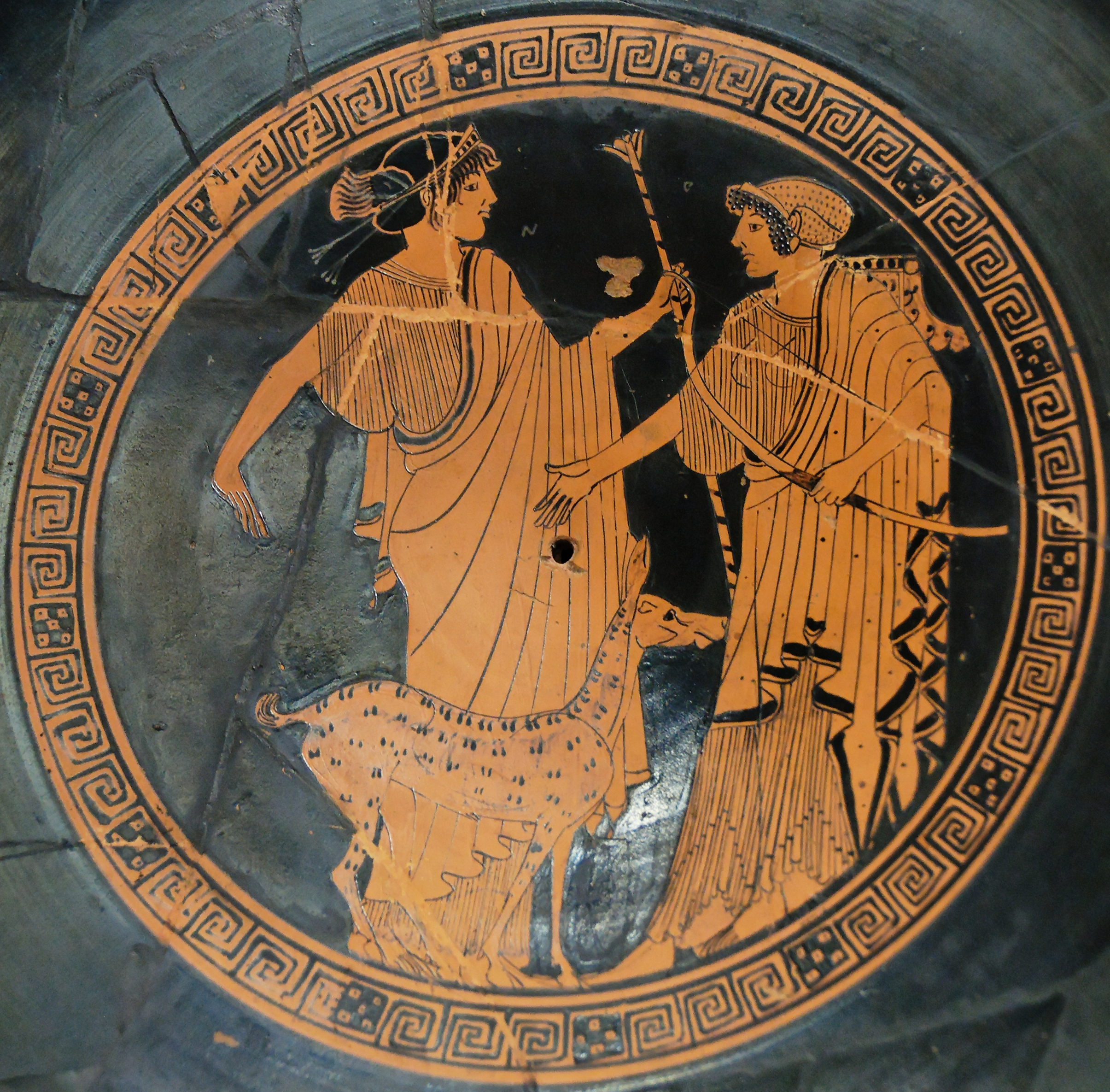

غوردياس (أو غورديوس) كان ملكا أسطوريا في أساطير فريجيا القديمة. في الميثولوجيا الإغريقية كانت أسماء ملوك فريجيا هي غورديوس أو ميداس.
بحسب أسطورة تأسيس غورديوم كان غوردياس الأول فلاحا فقيرا من مقدونيا سليلا لعائلة بريجس المالكة. عندما قام نسر بالهبوط على عربته التي جرها ثور، تم اعتبار ذلك إشارة أنه سيصبح ملكا في يوم ما. لم يتحرك النسر بينما قاد غوردياس عربته إلى عرافة سبازيوس في تلميسوس، الواقعة في جزء من فريجيا أصبح لاحقا جزءا من غلاطية. في باب المدينة لقي امرأة نصحته أن يقدم تقدمة لزيوس/سبازيوس.
في هذه الأثناء، وجد الفريجيون أنفسهم بلا ملك، فقاموا باستشارة العرافة التي أخبرتهم بتمليك أول من يدخل مدينتهم راكبا عربة في طريقه إلى المعبد. كان ذلك الشخص في الفلاح غوردياس راكبا عربة يجرها ثور. قام غوردياس لاحقا بتأسيس مدينة غورديوم، التي أصبحت عاصمة فريجيا. وتبرر الأسطورة بذلك نقل مركز فريجيا الديني من تلميسوس إلى غورديوم. عربة غوردياس حفظت وربطت خشبتها بعقدة لا طرف لها، العقدة الغوردية التي قام الإسكندر الأكبر ببترها بسيفه عام 333 ق.م. وقام مؤلفو سيره بنشر فصتها.
قام غوردياس بتبني ميداس وبحسب رواية أخرى كان ميداس ابنه.

## الهوامش والمراجع
1. ↑  مذكور في: Encyclopedia of Ancient Deities. لغة العمل أو لغة الاسم: الإنجليزية.
2. ↑  آريانوس, Anabasis of Alexander, ii.3.